# Hammer + Veilchen
Hammer + Veilchen ist eine deutschsprachige Literaturzeitschrift für neue Kurzprosa, die 2014 von Peter Engel und Günther Emig gegründet wurde.
Die Zeitschrift erscheint viermal im Jahr im Internet. Die Ausgaben des laufenden Jahrgangs können in der PDF-Version über die Internetseite www.Hammer-und-Veilchen.de kostenlos heruntergeladen werden. Sämtliche Ausgaben ab Nr. 1 sind als EPUB-Version bei verschiedenen E-Book-Plattformen erhältlich. Bisher liegen 17 Ausgaben vor (Stand: September 2018).
Der Publikation geht es vor allem um innovative Formen kurzer und kürzester Gegenwartsprosa. Sie richtet sich an Leser im deutschsprachigen Raum, die sich für neue Prosa interessieren.
Autoren der bisher erschienenen Ausgaben sind u. a. Manfred Ach, Katharina Bendixen, Jörn Birkholz, Ulrike Anna Bleier, David Blum, Mirko Bonné, Wolfgang Denkel, Tanja Dückers, Elke Engelhardt, Matthias Engels, Gunter Gerlach, Ronald Glomb, Andreas Greve, Günter Guben, Jonis Hartmann, Herbert Hindringer, Marcus Jensen, Martin Jürgens, Rüdiger Käßner, Hermann Kinder, Carsten Klook, Jobst Knigge, Slata Kozakova, Frank Lähnemann, Louise Lunghard, Christian Maintz, Nicole Makarewicz, Cornelia Manikowsky, Martin Maurach, Nils Mohl, Andreas Münzner, Miguel Peromingo, Alexander Posch, Sascha Preiß, Andreas Reichelsdorfer, Peter Salomon, Rüdiger Saß, Inga Sawade, Walle Sayer, Judith Sombray, Bruno Teuni, Klaus Johannes Thies und Orla Wolf.

## Jahrbücher und Editionen
Die Beiträge eines Jahrgangs von „Hammer + Veilchen“ werden zu Jahrbüchern zusammengefasst und erscheinen in traditioneller Buchform. Erschienen sind bisher die Jahrbücher für 2014, 2015, 2016 und 2017.
Angegliedert ist die „Edition Hammer + Veilchen“. Es handelt sich um eine Buchreihe, in der sowohl Lyrik wie Kurzprosa einzelner Autoren erscheinen. Bisher liegen Bände vor von Peter Engel, Günter Guben, Friedemann Hahn, Orla Wolf, Martin Jürgens, Cornelia Manikowsky, Ole Petras und Wolfgang Denkel.